# Jean-Baptiste Thieullen
Le baron Jean-Baptiste Nicolas Thieullen est un homme politique français né le 30 novembre 1789 à Rouen (Normandie) et mort dans le 1er arrondissement de Paris le 6 janvier 1862.

## Biographie
Fils de Jean-Nicolas Thieullen, premier président de la Cour d'appel de Rouen, créé baron d'Empire, et de Catherine Asselin, Jean-Baptiste Thieullen entre au Conseil d'État en 1811 comme auditeur. Il prend ensuite plusieurs postes de sous-préfet, à Caen (1811), Corbeil (1814), Dieppe (1819) et Saint-Pol (1820). Écarté par le gouvernement Villèle, il reprend du service avec la monarchie de Juillet, comme préfet des Côtes-du-Nord de 1830 à 1848.
Devenu conseiller général sous la Deuxième République, il est élu député des Côtes-du-Nord en 1849 et siège à droite. Rallié à l'Empire, il est réélu député en 1852, puis nommé sénateur en 1853.
Il épouse la fille du baron Jean Guillaume Locré de Roissy.
Il est inhumé au cimetière du Montparnasse.

## Distinctions
- Commandeur de la Légion d'honneur (1843).

## Sources
- « Jean-Baptiste Thieullen », dans Adolphe Robert et Gaston Cougny, Dictionnaire des parlementaires français, Edgar Bourloton, 1889-1891 [détail de l’édition]
- René Bargeton, Pierre Bougard, Bernard Le Clère, Pierre-François Pinaud, Les préfets du 11 ventôse an VIII au 4 septembre 1870, Paris, Archives nationales, 1981, p. 287.